# Клепининское сельское поселение
Клепининское се́льское поселе́ние (укр. Клепинінське сільське поселення, крымскотат. Ташлы Къыпчакъ кой юрту, Taşlı Qıpçaq köy yurtu) — муниципальное образование в Красногвардейском районе Республики Крым России, в степной зоне полуострова, примыкая с северо-запада к Красногвардейскому.
Административный центр — село Клепинино.

## История
В советское время был образован Клепининский сельский совет.
Сельское поселение образовано в соответствии с законом Республики Крым от 5 июня 2014 года.

## Население
| 2001  | 2014  | 2015  | 2016  | 2017  | 2018  | 2019  |
| ----- | ----- | ----- | ----- | ----- | ----- | ----- |
| 3484  | ↘2986 | ↗2993 | ↗3033 | ↘3031 | ↗3046 | ↘3031 |
| 2020  | 2021  |       |       |       |       |       |
| ↘3006 | ↘2566 |       |       |       |       |       |

## Состав сельского поселения
| № | Населённый пункт | Тип населённого пункта       | Население |
| - | ---------------- | ---------------------------- | --------- |
| 1 | Клепинино        | село, административный центр | ↘1966     |
| 2 | Карповка         | село                         | ↘867      |
| 3 | Ястребовка       | село                         | ↘153      |